# Fiorinia sikokiana
Fiorinia sikokiana är en insektsart som beskrevs av Sadao Takagi 1975. Fiorinia sikokiana ingår i släktet Fiorinia och familjen pansarsköldlöss. Inga underarter finns listade i Catalogue of Life.